# アンドレ・トワン

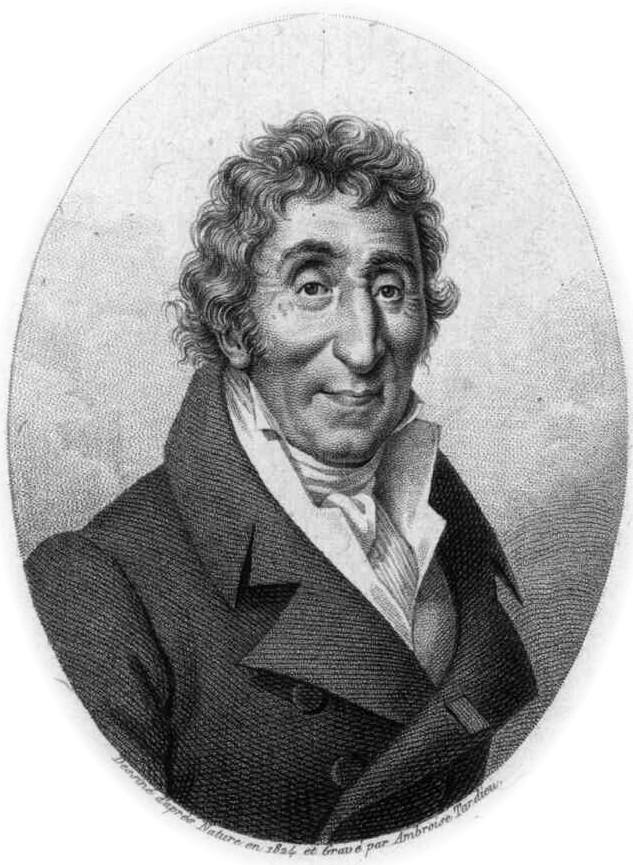
アンドレ・トワン

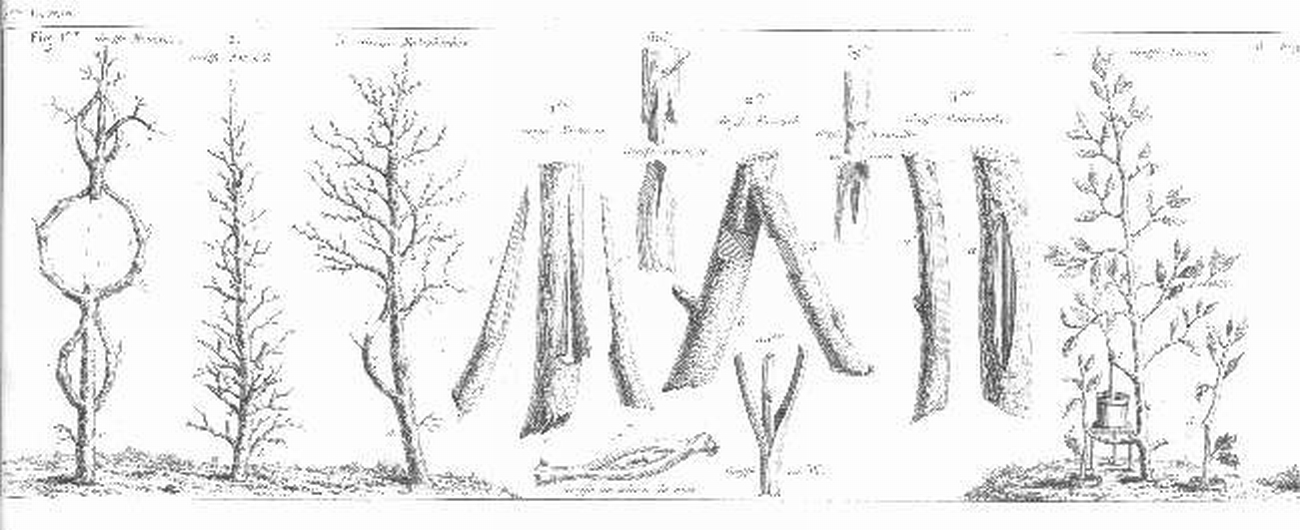
Monographie des greffes の図版

アンドレ・トワン（André Thouin、1747年2月10日 - 1824年10月27日）はフランスの植物学者、農学者である。

## 生涯
王立植物園の園芸係の長であったジャン＝アンドレ・トワン（Jean-André Thouin）の息子としてパリに生まれた。弟に有名な風景画家になった、ガブリエル・トワンがいる。ベルナール・ド・ジュシューのもとで植物学を学び、17歳の時に父親が死ぬと、植物園長のビュフォンは父親の仕事を継がせた。トワンの仕事によって、植物園の植物は6000種まで増やされた。
珍しい植物の移植や栽培に貢献し、博物館の資料の収集や、百科全書の製作に協力するなどで植物学に貢献した。1784年に農芸学会（Académie d'agriculture de France）の会員に選ばれ、1786年にフランス科学アカデミーの会員に選ばれた。1787年にブルソネ（Pierre Marie Auguste Broussonet）らとパリのリンネ協会を設立した。
フランス革命が起こると、共和国の側で活躍し、行政のさまざまなポストを務めた。ルネ・デフォンテーヌ（René Desfontaines）とともにパリ近郊の貴族や高官が所有していた植物園の詳細目録を作成した。
1793年に新たに設立された国立自然史博物館の農学、植物学、森林学の教授に任じられ、終生、博物館で働き、1814年から1817年の間は館長を務めた。1794年から革命軍とともに、オランダ、ベルギーに進み、地質学者のバルテルミー・フォジャ・ド・サン＝フォンとともに博物学的試料の収集を命じられた。1795年から1796年の間はナポレオンのイタリア遠征に同行し、試料を集めた。海岸のフランス植民地の植物をパリに集め、他の国の協力者とともに植物のコレクションを作り上げ、革命の混乱のなかで、パリ植物園のコレクションを維持した。海外の植物学者とも植物を取引し、その中にはアメリカ合衆国の大統領になったトーマス・ジェファーソンもいた。
森林学の分野でも重要な著作を残し、育種や栽培法の改善を行った。植物に対する光の影響を研究した。
西オーストラリアの岬、Cape Thouinなどの地名に名前が残されている。ムクロジ科の植物の属Thouiniaに献名されている。

## 著書
- Description de l'École d'agriculture pratique du Muséum d'histoire naturelle, (1814)
- Manuel d'arboriculture. Manuel illustré de la culture, de la taille et de la greffe des arbres fruitiers.
- Monographie des greffes, ou Description technique des diverses sortes de greffes employées pour la multiplication des végétaux, (1821)
- Traite des arbres forestiers :ou histoire et description des arbres indigenes ou naturalises... /par M. Jaume Saint-* Hilaire. Ouvrage precede d'une instruction sur la culture des arbres, (1824)
- Cours de culture et de naturalisation des végétaux, (1827).